# التوزيع الجغرافي لحقول النفط في الخليج العربي
التوزيع الجغرافي لحقول النفط في الخليج العربي تتركز حقول النفط في منطقة الخليج العربي في السهول الساحلية القريبة من الساحل أو في السهول المطلة على طول الخليج العربي للخليج كما أنها ترتكز في القسم الذي يشرف عليه من الأهواز في الساحل الشمالي الشرقي وتتركز في المياه الإقليمية والتي تبدو فيها حقول النفط.
حقول الزبير والرميلة في البصرة والروفين والوفرة في الكويت وخنران وعين دارفي السعودية وعوالي في البحرين وحقول دخان في قطر وسوربان في وابوجودة في أبوظبي كأمثله على الحقول البرية اما الحقول البحرية فهي الخفجي والحوت والوفرة في المنطقة المحايدة الكويتية السعودية مرجان السفائه الذي يعد أكبر الحقول المغمورة في العالم ويقع في المنطقة الشرقية في المملكة السعودية ثم ام شايف وام زكوم في أبوظبي وفاتح في دبي وحقول مبارك في الشارقة بالنسبة لدولة الإمارات العربية المتحدة كما يوجد حقول بحرية في فطر أهمها ميدام بهذام ويلاحظ في التوزيع الجغرافي لحقول النفط في منطقة الخليج العربي انه يأخذ حلقه تكاد تكون متصلة وتحيط بانثنائه الساحل الغربي للخليج العربي على شكل سيف ثم تأتي حقول الساحل الشمالي في العراق (الشمال الشرقي في الأحواز لتكون قضيب ذلك السيف).